# Yes (Morphine)
Yes è il terzo album pubblicato dai Morphine, distribuito dalla Rykodisc nel marzo 1995. Le canzoni Honey White e Super Sex vengono usate come colonna sonora nel film campione d'incassi nel 1995 Viaggi di nozze (diretto ed interpretato da Carlo Verdone).
Aprendo con il riff trascinante di Honey White, l'album Yes porta il grunge intimista del gruppo verso nuovi orizzonti. Colley segue le orme di Jimi Hendrix e in Radar e Super Sex fa tenore e baritono sax contemporaneamente. Sandman continua nel suo provocatorio utilizzo del basso mentre Conway costruisce, incalzando, spirali geocentriche con la batteria.
È il primo album in cui Jerome Deupree sostituisce alla batteria, in tutte le tracce, Billy Conway.

## Tracklist
1. Honey White – 3:06
2. Scratch – 3:13
3. Radar – 3:28
4. Whisper – 3:28
5. Yes – 2:00
6. All Your Way – 3:04
7. Super Sex – 3:53
8. I Had My Chance – 3:05
9. The Jury – 2:07
10. Sharks – 2:22
11. Free Love – 4:14
12. Gone for Good – 2:52

## Formazione
- Mark Sandman - basso a 2 corde, voce, organo, tritar, chitarra, pianoforte
- Dana Colley - sassofono baritono, sassofono tenore, sassofono doppio, triangolo, seconda voce
- Jerome Deupree - batteria, percussioni